# San Sebastián de Buenavista
San Sebastián de Buenavista es un municipio de Colombia situado en el departamento del Magdalena al nordeste del país, a 315 km de la capital. Llamado la tierra del Chandé.

## Toponimia
San Sebastián por cuanto el 20 de Enero correspondía al santo. Mientras, el "de Buenavista" se dá a los pocos años de haberse fundado por una carta que provenía de España, en teoría con destino a Santa Ana de Buenavista (llamada así porque la población quedaba encima de peñascos y le dan una perspectiva paisajística), fue confundida en su remisión y tenía como destino a San Sebastián de Buenavista, quedando bautizada así la población.

## División Político-Administrativa
Además de su Cabecera municipal. San Sebastián de Buenavista tiene bajo su jurisdicción los centros poblados:
- Buenavista
- El Coco
- El Seis
- Las Margaritas
- La Pacha
- Las Margaritas
- Los Galvis
- María Antonia
- Pueblo Nuevo
- San Rafael
- San Valentín
- Santa Rosa
- Troncosito
- Troncoso
- Venero

### Veredas
El municipio tiene constituido las siguientes veredas:
Pajaral, El Pital, La Toribia, La Isla del Cocal, Jaime, Tierra Firme, El Recreo, Juan Álvarez, Corralito, El Tocoy, El Carmen, La Unión, Las Bonitas, San Martín, Aguadas de Moreno, Los Lirios, La Loma, Las Parcelas, San Marcos, El Vergel, Santa Lucía, El Peligro, San Francisco, El Congreso.

## Historia
El 20 de enero de 1748, el conquistador Asturiano funda la población, haciendo honores a la tradición de combinar el santoral español con vocablos o costumbres indígenas y es así como se le da el nombre de San Sebastián de Melchiquejo, por cuanto el 20 de Enero correspondía al santo San Sebastián y Melchiquejo porque ese era el nombre del cacique de los Chimilas en el momento de su fundación.  El  nombre Melchiquejo con el transcurrir del tiempo ha pasado a ser Menchiquejo por inflexiones y transformaciones propias del idioma. San Sebastián tuvo una segunda y definitiva fundación en 1751 cuando por esas circunstancias de la vida una carta que provenía de España, en teoría con destino a Santa Ana de Buenavista (fundada también por  Don Mier y Guerra, llamada así porque la población quedaba  encima  de peñascos que a pesar de la erosión de los siglos aún persisten en este     municipio    magdalenense y le dan una perspectiva paisajística de gran belleza al río que bordea sus costas), fue confundida en su remisión y tenía como destino a San Sebastián de Buenavista, quedando bautizada así la población que en 1748 De Mier y Guerra bautizó como San Sebastián de Melchiquejo.
Desde hace  casi  tres décadas, en un sector de San Sebastián, en una finca denominada “El Paraíso”  se  han encontrado hallazgos representativos de los nativos de aquellos tiempos como ollas de barro, huesos y figuras indígenas que nos hace remontar a esas épocas y que vislumbran un poco de lo que era la tribu Chimilas que habitaba en San Sebastián de Buenavista. 
San Sebastián de Buenavista fue municipio por primera vez a través de la ordenanza n.º 05 emanada de la Asamblea Departamental en el año de 1936, pasando la cabecera municipal de San Zenón a San Sebastián de Buenavista, quedando  el municipio con este último nombre, pero luego en 1950, a causa de los brotes de violencia generalizados en todo el país, San Zenón vuelve a tomar la designación como cabecera municipal. Siendo gobernador del Departamento el teniente Coronel Luis F. Millán Vargas y mediante Decreto 687 del 13 de diciembre de 1957 se logra la creación definitiva del Municipio de San Sebastián de Buenavista, segregándose la nueva circunscripción del territorio de San Zenón, condición que ostenta hoy en día San Sebastián de Buenavista.

## Economía
Es un centro agrícola de importancia en la región, con cultivos como naranja, maíz, yuca, fríjol, ajonjolí, mango y otros; además de la explotación de madera como el eucalipto, utilizado para postes y otros en las industrias barranquilleras. 
El sector agropecuario también ha tenido un auge la ganadería bovina, ovina y porcina que han engrosado este renglón de la economía y del cual subsiste 60% de los habitantes del municipio.

## Estructura organizacional municipal
| San Sebastián de Buenavista | San Sebastián de Buenavista | San Sebastián de Buenavista |
| Departamento                | Código DANE                 | Categoría municipal (2023)  |
| --------------------------- | --------------------------- | --------------------------- |
| Magdalena                   | 47692                       | Sexta                       |

- Personería: Es un centro del Ministerio Público de Colombia que ejerce, vigila y hace control sobre la gestión de las alcaldías y entes descentralizados; velan por la promoción y protección de los derechos humanos; vigilan el debido proceso, la conservación del medio ambiente, el patrimonio público y la prestación eficiente de los servicios públicos, garantizando a la ciudadanía la defensa de sus derechos e intereses.

- Concejo Municipal: Es la suprema autoridad política del municipio. En materia administrativa sus atribuciones son de carácter normativo. También le corresponde vigilar y hacer control político a la administración municipal. Se regulan por los reglamentos internos de la corporación en el marco de la Constitución Política Colombiana (artículo 313) y las leyes, en especial la Ley 136 de 1994 y la Ley 1551 de 2012.

Constituido por 11 concejales por un periodo de 4 años.  
- Alcaldía Municipal: En esta se encuentra la administración municipal y las entidades descentralizadas del municipio.

El Alcalde se pronuncia mediante decretos y se desempeña como representante legal, judicial y extrajudicial del municipio. El actual Alcalde municipal es Jivanildo Bordeth Meriño (2024-2027), elegido por voto popular.
- JAL. Sin constitución alguna en los corregimientos del municipio.